# Ancyra xiengana
Ancyra xiengana är en insektsart som beskrevs av Victor Lallemand 1928. Ancyra xiengana ingår i släktet Ancyra och familjen Eurybrachidae. Inga underarter finns listade i Catalogue of Life.